# Джаббаров, Мурадхан Махмуд оглы
Мурадхан Махмуд оглы Джаббаров — советский хозяйственный, государственный и политический деятель.

## Биография
Родился в 1926 году в селе Керевиз. Член КПСС. В 1944 году окончил Лачинскую городскую среднюю школу.
С 1946 года — на хозяйственной, общественной и политической работе. В 1946—2005 гг. — заведующий отделом, второй секретарь, первый секретарь Лачинского райкома ЛКСМ Азербайджана, второй секретарь Лачинского райкома партии, председатель исполкома районного Совета народных депутатов, первый секретарь Лачинского и Зангиланского райкомов КП Азербайджана, глава исполнительной власти Лачинского района Азербайджана.
Избирался депутатом Верховного Совета Азербайджанской ССР 9-го созыва.
Умер в Баку в 2006 году.